# Funivia Mezzocorona-Monte
La funivia Mezzocorona-Monte è una funivia aerea che collega Mezzocorona a Monte Mezzocorona, in Trentino. È gestita dalla società Funivie Mezzocorona.

## Storia

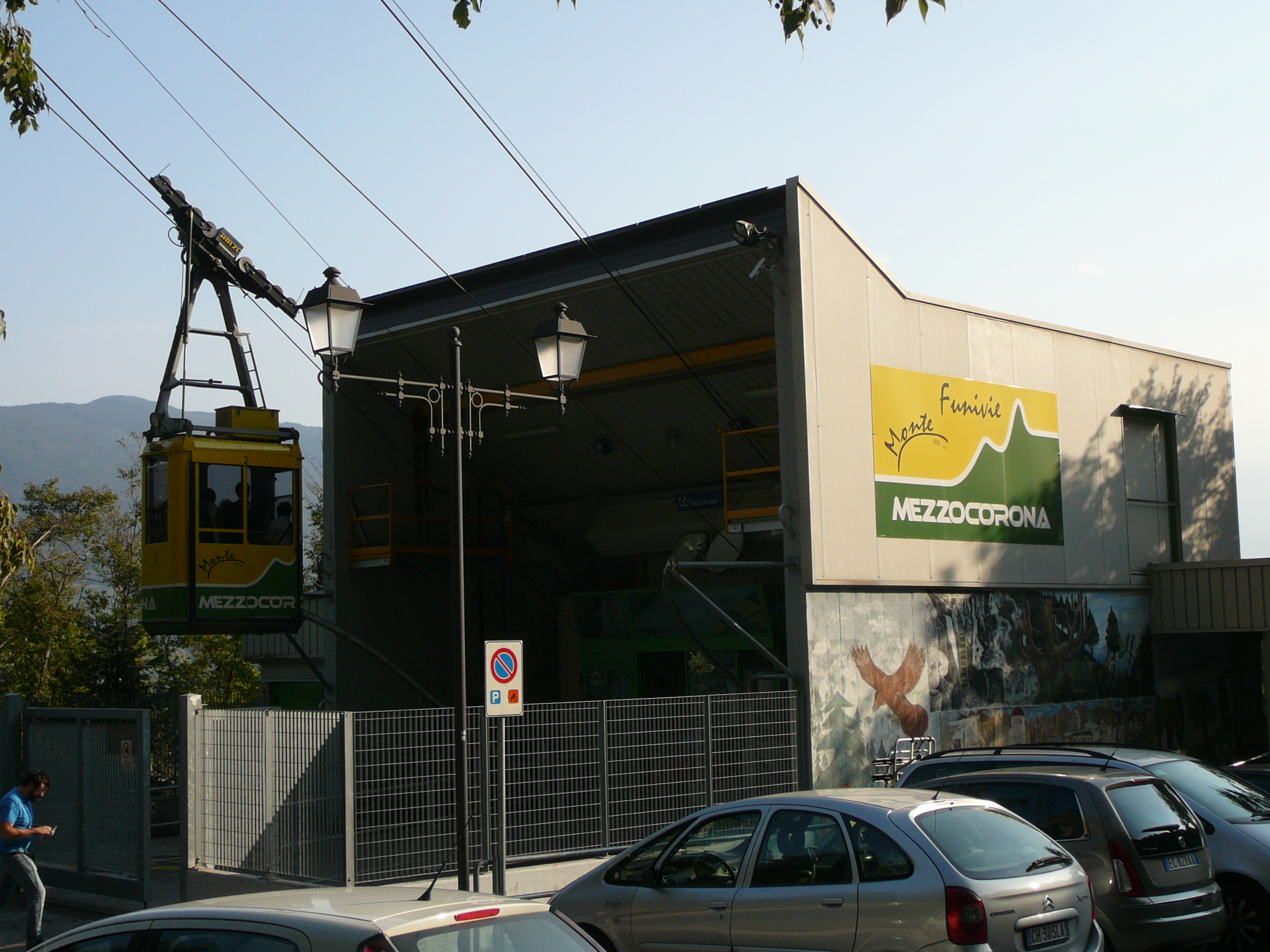
La stazione a valle della funivia

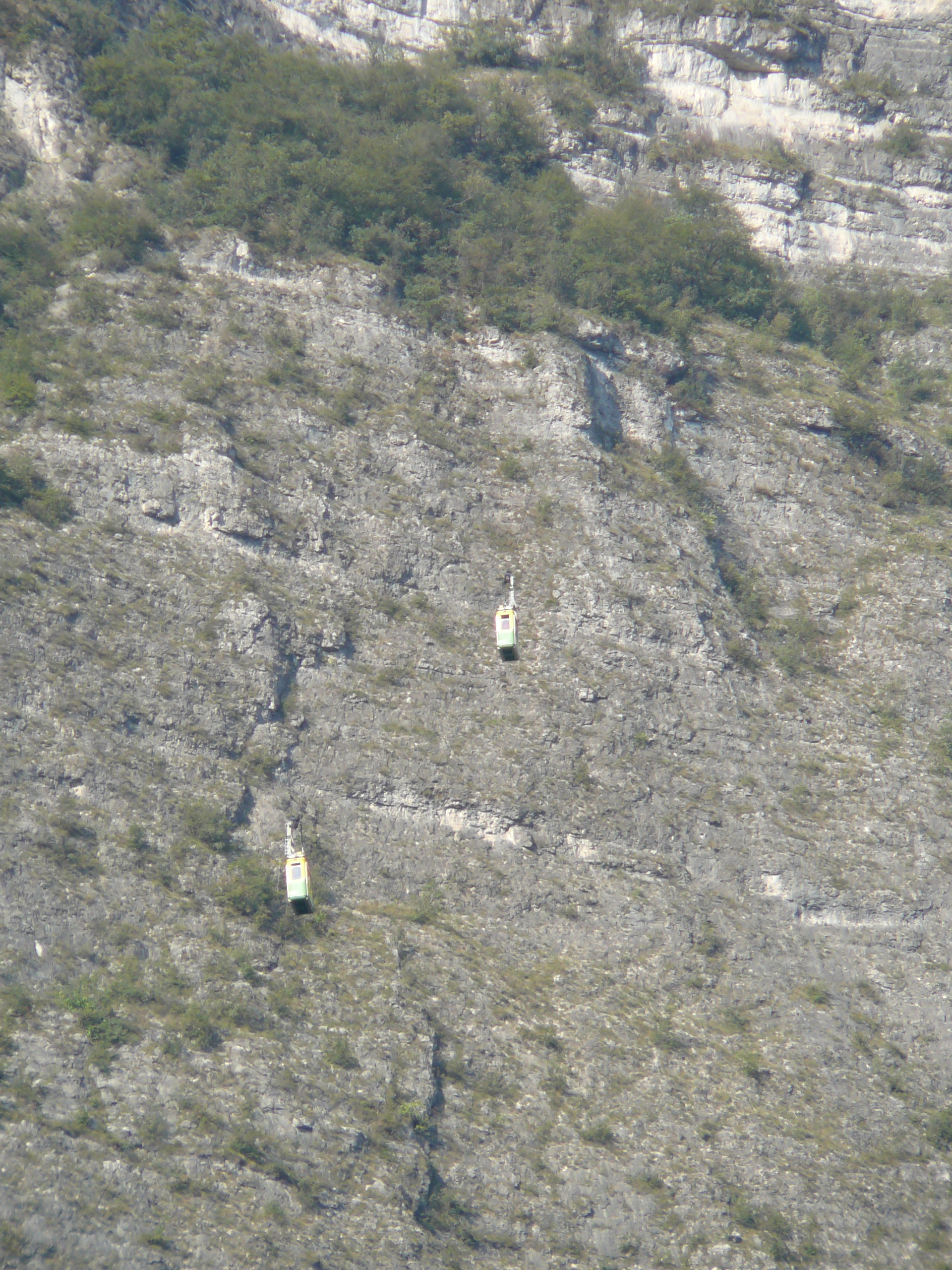
L'irto percorso che percorrono le due vetture

L'impianto di questa funivia è stato inaugurato nel 1965 e fu costruito dalle officine meccaniche Lenzi e dalla ditta Hölzl. In realtà prima di questa costruzione esisteva una teleferica già dall'epoca dell'Impero austro-ungarico, data la presenza di un'antica struttura accanto alla stazione a valle della funivia.
Questo impianto detiene il primato europeo per il dislivello maggiormente ripido superato con una campata unica.
L'esercizio dell'impianto è stato sospeso per un breve periodo, per cui coloro che abitavano e/o avevano un'attività nella località Monte dovettero ingegnarsi nel trovare soluzioni. Un esempio è dato dal ristorante "Ai spiazzi", il quale ha organizzato un trasporto mediante elicottero ai turisti che volevano andare a mangiare nel loro ristorante.
Domenica 20 marzo 2005 alle ore 11.00 si è tenuta l'inaugurazione del nuovo impianto, riammodernato dalla ditta Doppelmayr. Durante questi lavori, costati circa 1,2 milioni di euro, si è spostato dalla stazione a monte a quella a valle l'argano motore, inoltre sono state sostituite le apparecchiature elettriche.

## Caratteristiche

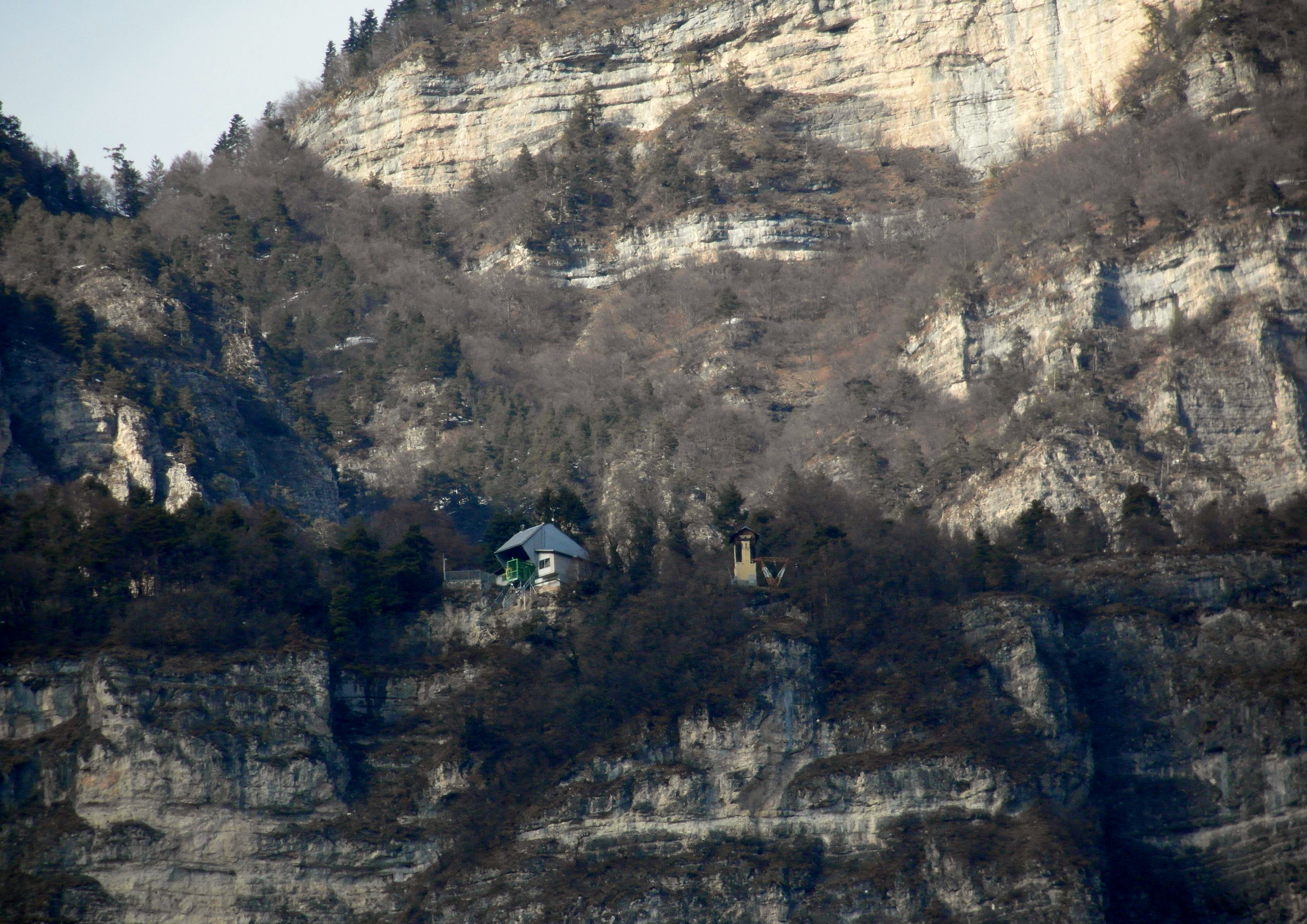
La stazione a monte

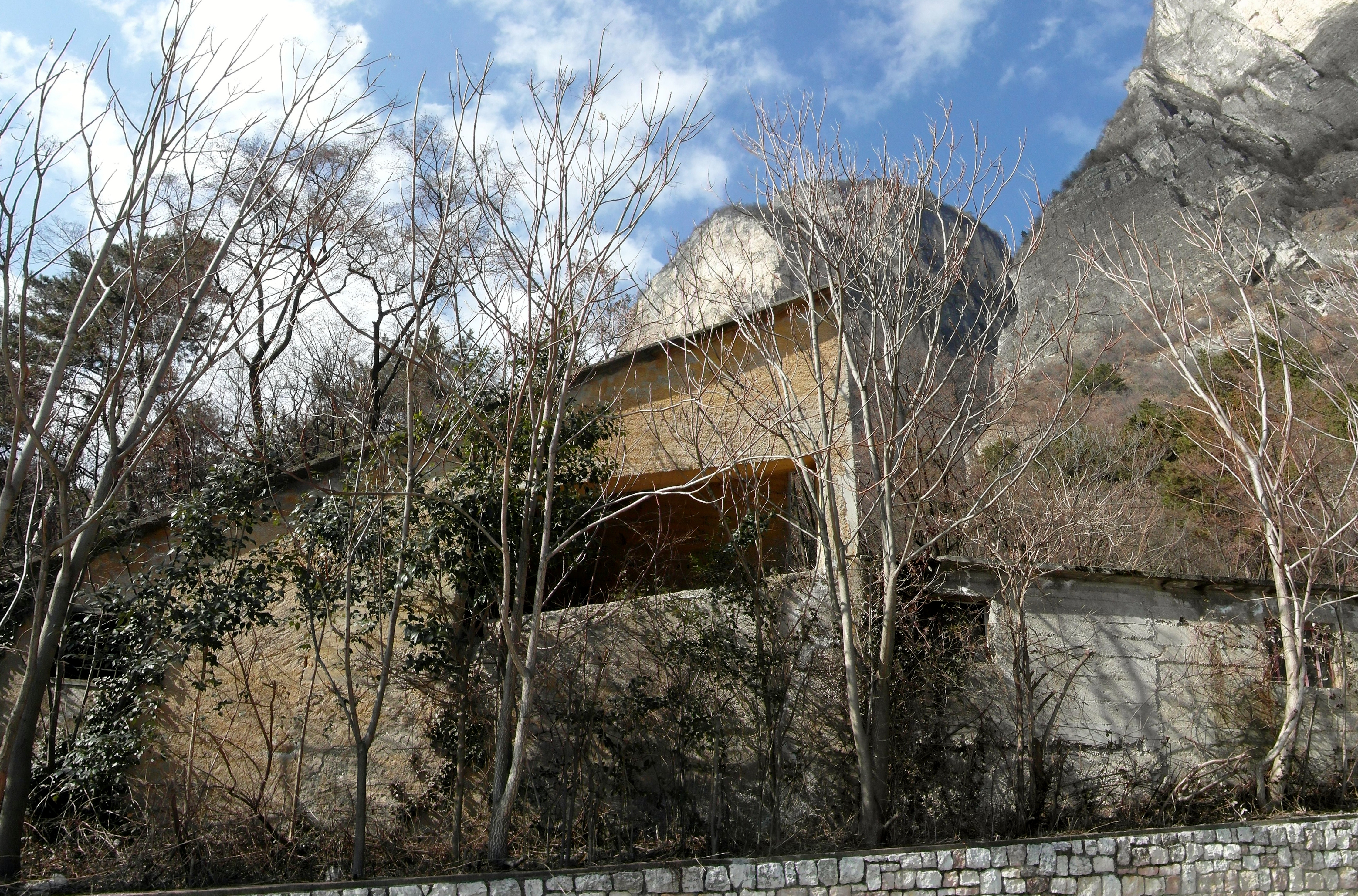
L'antica stazione a valle

La stazione a valle si trova poco più a nord del centro storico di Mezzocorona a 270 m, mentre la stazione a monte si trova in località Monte a 892 m, dopo aver quindi superato 622 metri di dislivello. Il tragitto lineare che le cabine devono affrontare è invece di 937 metri disposti lungo questo immaginario piano inclinato. Le cabine che possono portare fino a 7 persone, hanno un peso a vuoto di 540 kg, e riescono a trasportare circa 120 persone all'ora, ad una velocità di circa 7,5 m/s, ovvero in poco meno di 3 minuti.
I diametri delle funi sono di 24 mm quella portante, di 17 mm quella traente e 10 mm quella di soccorso. L'argano principale, posto nella stazione a valle, ha una potenza di 46 Kw. I contrappesi di tutte le funi sono ubicati nella stazione a valle.
La stazione superiore non è presidiata da personale per ridurre le spese di gestione.